# Jens Beckert
Jens Beckert (Fráncfort del Meno, 21 de julio de 1967) es un sociólogo y catedrático universitario alemán. Su investigación se centra en la inserción social de la economía, la sociología del mercado, la sociología de las organizaciones, la sociología de la herencia y la teoría sociológica. Desde 2005 es director del Instituto Max Planck para el Estudio de las Sociedades (MPIfG) y catedrático de Sociología en la Universidad de Colonia.

## Biografía
Beckert estudió Sociología y Administración de empresas en la Universidad Libre de Berlín (FUB) y en la New School for Social Research de Nueva York, como becario de la Studienstiftung des deutschen Volkes, centrando su formación en sociología económica, sociología política y teoría sociológica. Luego trabajó como asistente de investigación en el Instituto de Sociología de la Universidad Libre de Berlín, donde se doctoró en 1996 con una tesis titulada "Grenzen des Marktes: Die sozialen Grundlagen wirtschaftlicher Effizienz" (en español: "Límites del mercado: los fundamentos sociales de la eficiencia económica").
De 2001 a 2002 Beckert fue becario John F. Kennedy Memorial Fellow en el Centro de Estudios Europeos de la Universidad de Harvard; de 2002 a 2003 fue profesor asociado de Sociología en la Universidad Internacional de Bremen y pasó después a ocupar plaza como profesor en la Universidad de Gotinga hasta 2005, año en el que fue nombrado director del Instituto Max Planck para el Estudio de las Sociedades. Beckert ha sido también profesor invitado en las universidades estadounidenses de Princeton, Harvard y Cornell, en el Instituto Universitario Europeo de Florencia (Italia) y en el Centro de Sociología Organizacional y el Instituto de Estudios Avanzados de Ciencias Sociales, ambos en París.
Beckert es miembro del cuerpo docente y presidente de la International Max Planck Research School on the Social and Political Constitution of the Economy (IMPRS-SPCE), una escuela internacional de doctorado patrocinada conjuntamente por el Instituto Max Planck y la Universidad de Colonia. Desde 2010 es miembro de la Academia de Ciencias de Berlín-Brandemburgo y del consejo conjunto del Max Planck Sciences Po Center on Coping with Instability in Market Societies (MaxPo) y el Instituto de Estudios Políticos de París, un centro de investigación de ciencias sociales franco-alemán.
Sobre sus áreas de investigación, Beckert es reconocido por sus trabajos sobre sociología económica, que exploran la correlación entre los procesos económicos y las estructuras sociales y culturales. En los últimos años ha analizado el papel de las expectativas en los mercados y ha demostrado la importancia de los futuros imaginados, de las ficciones generadas por el mercado, en la toma de decisiones del consumidor, dejando en un segundo plano las teorías sobre los cálculos racionales. Es autor de varios libros como The Worth of Goods (Oxford University Press, 2011), Imagined futures. Fictional Expectations and Capitalist Dynamics (Harvard University Press, 2016) y Uncertain Futures: Imaginaries, Narratives, and Calculation in the Economy (Oxford University Press, 2018). También es editor de la revista European Journal of Sociology y miembro del consejo editorial de varias revistas sociológicas, entre ellas la Socio-Economic Review.